# Guadalupe (Costa Rica)
Guadalupe es el primer distrito y ciudad cabecera del cantón de Goicoechea, en la provincia de San José, de Costa Rica.
Este distrito es uno de los más importantes del Gran Área Metropolitana por su gran concentración de servicios, desarrollo urbanístico y comercial.

## Toponimia
El nombre del distrito nació en honor a la Virgen de Guadalupe, tras declararse esta como la patrona del distrito por el presbítero Raimundo Mora, en 1850.

## Historia
En 1844 los vecinos del cuartel de San José gestionaron un permiso para construir una ermita que dedican a su patrono San José. Seis años después, el primer párroco de la localidad presbítero Raimundo Mora, cambió el santo patrono, lo mismo que el nombre del cuartel de San José por el de Guadalupe, en honor a la Virgen de Guadalupe, por ser devoto. Además estableció el cementerio, que es una de las obras más antiguas del distrito.
En 1851, se le cambia el nombre al cuartel de San José por Guadalupe en honor a la Virgen de Guadalupe. Por decreto n.º 20 del 24 de julio de 1867, se vuelve a dividir el territorio de la República para efectos municipales, la mayor parte del barrio de Los Santos formó el distrito noveno del cantón de San José con el nombre de Guadalupe. En 1855 se comenzó a construir una nueva iglesia situada donde está la actual. Al año siguiente se erigió la parroquia, durante el episcopado de monseñor Joaquín Anselmo Llorente y Lafuente, primer obispo de Costa Rica, y actualmente es sufragánea de la arquidiócesis de San José, de la provincia eclesiástica de Costa Rica.
El cultivo del café conformó el desarrollo demográfico y económico del lugar, que a partir de 1850 se convirtió en el producto dominante de la región, sustituyendo a los grandes tabacales que habían constituido la principal fuente de ingresos de la población original. En Guadalupe el cultivo del grano de oro fue introducido en 1840 por José Manuel Núñez, quien lo sembró y estableció el primer patio de beneficio donde antes tenía un molino de trigo. Otro elemento importante en el desarrollo regional, fue el Camino de Carrillo, sitio que estuvo ubicado en la zona aledaña a la confluencia de los ríos Sucio y Honduras; el cual surgió por la necesidad de los cafetaleros de sacar el grano por el puerto de Limón, para así acortar la travesía hacia los principales mercados europeos. Originalmente se pensó en construir una vía férrea de San José a Limón, cruzando por el Paso de La Palma; posteriormente, en 1881, cuando el tramo había llegado a Carrillo, el gobierno de la república propone descontinuar su construcción y a cambio abrir un camino de San José a Carrillo, al año siguiente se inauguró esa vía, la cual se utilizó poco tiempo, ya que cayó en desuso, al concluirse la construcción del Ferrocarril al Atlántico en 1890 y a los altos costos de mantenimiento.
Para 1890, debido al crecimiento demográfico y económico que el distrito había alcanzado, un grupo de habitantes del lugar pertenecientes al club político “El Bienestar”, consideraron que el sitio contaba con las condiciones necesarias para ser declarado cantón y tener su propia Municipalidad. Por ello elevaron la solicitud respectiva ante el Congreso de la República el 28 de julio de 1890. En la administración de José Joaquín Rodríguez Zeledón, el 6 de agosto de 1891, en ley n.º 56, se le otorgó el título de villa a la aldea de Guadalupe, cabecera del nuevo cantón creado en esa oportunidad. Posteriormente, debido al crecimiento de Guadalupe, el 10 de agosto de 1920, en el gobierno de Julio Acosta García, se promulgó la ley n.º 69 que le confirió a la villa, la categoría de ciudad.
El 13 de septiembre de 1891, se lleva a cabo la primera sesión del Concejo de Goicoechea. Este primer Concejo municipal estuvo integrado por los regidores propietarios, señores Francisco Jiménez Núñez, Presidente; Tomás Gutiérrez, Vicepresidente; el fiscal fue don Jesús Zeledón.
Al ser la sede del gobierno local del cantón, la Municipalidad de Goicoechea, su área urbana posee el rango de ciudad de acuerdo a la División Territorial Administrativa.

## Ubicación
Se ubica en el oeste del cantón, limita al norte con el cantón de Moravia, al este con los distritos de Mata de Plátano y Purral, al oeste con el distrito de San Francisco y calle Blancos, y al sur limita con el cantón de Montes de Oca y de San José.

## Geografía
Guadalupe cuenta con un área de 2,39 km² y una altitud media de 1204 m s. n. m.

## Demografía
Para el año 2022, Guadalupe cuenta con una población estimada de 20 913 habitantes, y para el último censo efectuado, en 2011, Guadalupe contaba con una población de 20 663 habitantes.
Desde alrededor de 1984, el distrito ha experimentado un leve decrecimiento de su población.

## Localidades
El distrito de Guadalupe se conforma por las siguientes comunidades o barrios:
- Barrios: Bloquera, Borracé, Colonia del Río, Colonia Florida (comparte con calle Blancos y San Francisco), El Alto (comparte con Ipís), El Ensueño, El Roblar, Esquivel Bonilla (comparte con calle Blanco), Fátima, Guadalupe (centro), Independencia, Jardín, Jiménez Núñez, La California, La Flor (comparte con Ipís), Las Brisas, Las Flores, Los Árboles, Magnolias, Maravilla, Margarita, Minerva, Miraflores, Moreno Cañas (comparte con calle Blancos), Orquídea, Pilar Jiménez, Rothe, San Gerardo, Santa Cecilia, Santa Eduvigis, Santo Cristo, Unión, Unión Jardín, Yurusti, Zoko

## Cultura

### Deporte
El distrito cuenta con diversos parques recreativos, como el parque Centenario, y además alberga la piscina y gimnasio municipales de Goicoechea, y el estadio "Coyella" Fonseca.

### Educación
Ubicadas propiamente en el distrito de Guadalupe se encuentran los siguientes centros educativos:
- CEI San Jorge
- Centro Educativo Mi Patria
- Colegio Madre del Divino Pastor
- Escuela Pilar Jiménez Solís
- Father's Home School
- IEGB América Central
- Liceo Napoleón Quesada Salazar

### Salud
En el distrito se puede encontrar el servicio de EBAIS y la clínica Dr. Dr. Ricardo Jiménez Núñez y el Hospital La Católica.

### Sitios de interés
- Centro Comercial de Guadalupe
- Centro Comercial Novacentro
- Estadio Coyella Fonseca
- Iglesia San Antonio de Padua
- Municipalidad de Goicoechea
- Parque Central Santiago Jara
- Parroquia Nuestra Señora de Guadalupe
- Tribunales de Justicia de Goicoechea

## Transporte

### Carreteras
Al distrito lo atraviesan las siguientes rutas nacionales de carretera:
- Ruta nacional 39
- Ruta nacional 108
- Ruta nacional 200
- Ruta nacional 201
- Ruta nacional 205
- Ruta nacional 218

## Concejo de distrito
El concejo de distrito del distrito de Guadalupe vigila la actividad municipal y colabora con los respectivos distritos de su cantón. También está llamado a canalizar las necesidades y los intereses del distrito, por medio de la presentación de proyectos específicos ante el Concejo municipal. La presidenta del concejo del distrito es la síndica propietaria del partido Liberación Nacional, Elizabeth Díaz Fernández.
El concejo del distrito se integra por:
| #                       | Partido                             | Nombre                     |
| Síndico propietario     | Síndico propietario                 | Síndico propietario        |
| ----------------------- | ----------------------------------- | -------------------------- |
| 1                       | Partido Liberación Nacional         | Elizabeth Díaz Fernández   |
| Síndico suplente        |                                     |                            |
| 2                       | Partido Liberación Nacional         | Carlos María Alfaro Marín  |
| Concejales propietarios |                                     |                            |
| 3                       | Partido Liberación Nacional         | José Julián Solano Solano  |
| 4                       | Partido Unidad Social Cristiana     | Randall Mata Mora          |
| 5                       | Partido Accesibilidad sin Exclusión | Alba Zúñiga Valverde       |
| 6                       | Frente Amplio                       | Roxana Rojas Campos        |
| Concejales suplentes    |                                     |                            |
| 7                       | Partido Liberación Nacional         | Yetty Ramírez Camacho      |
| 8                       | Partido Unidad Social Cristiana     | Hansell Vargas Arias       |
| 9                       | Partido Accesibilidad sin Exclusión | Allan Díaz Chacón          |
| 10                      | Frente Amplio                       | José Antonio Rodas Escobar |